# Bambi Pang Pang
Bambi Pang Pang was een Belgische gelegenheidsjazzband die bestaat uit drie studenten aan het Antwerpse conservatorium (Seppe Gebruers, Laurens Smet en Viktor Perdieus, alle drie ook lid van Ifa Y Xangô), die in het kader van een coachingproject opgezet door Jazz Middelheim mochten samenspelen met de bekende New Yorkse free jazz drummer Andrew Cyrille.
In 2015 verscheen het album Drop your plans.

## Discografie
- 2015 Drop your plans.